# Jurica Jerković
Jurica Jerković (ur. 25 lutego 1950 w Splicie, zm. 3 czerwca 2019 tamże) – jugosłowiański i chorwacki piłkarz, występujący na pozycji środkowego napastnika.

## Kariera klubowa
Karierę zaczynał w roku 1968 w Hajduku Split. W pierwszym sezonie gry w lidze jugosłowiańskiej (1968/1969) w Hajduku wystąpił 9 razy, nie zdobywając żadnego gola. Już w pierwszym sezonie dał się poznać z bardzo dobrej strony, a jego znakami rozpoznawalnymi były wysoka technika, szybkość i mocny strzał. W drużynie Hajduka grał do roku 1978 i zdążył wywalczyć trzykrotnie mistrzostwo Jugosławii (1971, 1974, 1975) oraz pięciokrotnie triumfować w Pucharze Jugosławii (1972, 1973, 1974, 1976, 1977). Był jednym z członków najlepszej generacji piłkarzy Hajduka Split, którym kibice nadali przydomek "Mistrzowie znad Morza".
Jesienią 1978 Jerković opuścił Split i przeniósł się do Szwajcarii, gdzie podpisał kontrakt z drużyną FC Zürich. W tym klubie udało mu się w roku 1981 zdobyć mistrzostwo ligi szwajcarskiej i Puchar Ligi. W sezonie 1982/1983 zdobył z 10 golami na koncie tytuł króla strzelców ligi. Karierę zakończył w roku 1985 w innym szwajcarskim klubie, AC Lugano.
Jerković znajduje się na 6. miejscu w historii Hajduka pod względem występów w tym klubie w pierwszej lidze (529), zdobył także dla Hajduka 219 goli i lokuje się na 10. miejscu najlepszych strzelców klubu w historii. Jerković był także laureatem nagrody tygodnika Sportske novosti dla najlepszego piłkarza Jugosławii roku 1971.
Trzykrotnie został wybrany zagranicznym piłkarzem sezonu w Szwajcarii: 1978/1979, 1981/1982, 1982/1983.
W latach 1986–1990 pełnił funkcję dyrektora Hajduka Split.
| Sezon   | Klub         | Kraj       | Rozgrywki          | Mecze | Bramki |
| ------- | ------------ | ---------- | ------------------ | ----- | ------ |
| 1968/69 | Hajduk Split | Jugosławia | 1. liga Jugosławii | 9     | 0      |
| 1969/70 | Hajduk Split | Jugosławia | 1. liga Jugosławii | 33    | 11     |
| 1970/71 | Hajduk Split | Jugosławia | 1. liga Jugosławii | 33    | 11     |
| 1971/72 | Hajduk Split | Jugosławia | 1. liga Jugosławii | 27    | 9      |
| 1972/73 | Hajduk Split | Jugosławia | 1. liga Jugosławii | 33    | 10     |
| 1973/74 | Hajduk Split | Jugosławia | 1. liga Jugosławii | 32    | 9      |
| 1974/75 | Hajduk Split | Jugosławia | 1. liga Jugosławii | 32    | 9      |
| 1975/76 | Hajduk Split | Jugosławia | 1. liga Jugosławii | 31    | 12     |
| 1976/77 | Hajduk Split | Jugosławia | 1. liga Jugosławii | 6     | 1      |
| 1977/78 | Hajduk Split | Jugosławia | 1. liga Jugosławii | 13    | 2      |
| 1978/79 | FC Zürich    | Szwajcaria | Swiss Super League | 32    | 8      |
| 1979/80 | FC Zürich    | Szwajcaria | Swiss Super League | 36    | 9      |
| 1980/81 | FC Zürich    | Szwajcaria | Swiss Super League | 24    | 3      |
| 1981/82 | FC Zürich    | Szwajcaria | Swiss Super League | 28    | 11     |
| 1982/83 | FC Zürich    | Szwajcaria | Swiss Super League | 30    | 10     |
| 1983/84 | FC Zürich    | Szwajcaria | Swiss Super League | 27    | 6      |
| 1984/85 | FC Zürich    | Szwajcaria | Swiss Super League | ?     | ?      |
| 1985/86 | AC Lugano    | Szwajcaria | Swiss Super League | ?     | ?      |

## Kariera reprezentacyjna
Jerković zagrał pięć razy i zdobył jednego gola w młodzieżowej reprezentacji Jugosławii (1967 - 1968), oraz czterokrotnie w reprezentacji U-21 (1969 - 1972). W reprezentacji Jugosławii wystąpił 43 razy i zdobył 6 goli. Zadebiutował w narodowej drużynie 12 kwietnia 1970 w rozgrywanym w Belgradzie meczu przeciwko Węgrom zremisowanym 2:2, gdzie zastąpił na boisku Denijala Piricia, a ostatni swój występ zaliczył 29 listopada 1981 w rozgrywanym w Atenach spotkaniu przeciwko Grecji, gdzie Jugosławia wygrała 2:1. Pierwszego gola w reprezentacji strzelił w rozgrywanym w swoim rodzinnym mieście spotkaniu przeciwko Holandii, który "Plavi" wygrali 2:0, a Jerković dał prowadzenie Jugosławii strzelając gola w 8. minucie meczu.
Wraz z reprezentacją Jugosławii Jerković uczestniczył w MŚ 1974 i MŚ 1982, a także w Euro 1976, gdzie Jugosławia odgrywała rolę gospodarza turnieju.
- 1. 12 kwietnia 1970 Belgrad,  Jugosławia -  Węgry 2:2
- 2. 6 maja 1970 Bukareszt,  Rumunia -  Jugosławia 0:0
- 3. 13 maja 1970 Hanower,  RFN -  Jugosławia 1:0
- 4. 10 września 1970 Graz,  Austria -  Jugosławia 0:1
- 5. 11 października 1970 Rotterdam,  Holandia -  Jugosławia 1:1
- 6. 14 października 1970 Luksemburg,  Luksemburg -  Jugosławia 0:2
- 7. 28 października 1970 Moskwa,  ZSRR -  Jugosławia 4:0
- 8. 4 kwietnia 1971 Split,  Jugosławia -  Holandia 2:0
- 9. 21 kwietnia 1971 Nowy Sad,  Jugosławia -  Rumunia 0:1
- 10. 18 lipca 1971 Rio de Janeiro,  Brazylia -  Jugosławia 2:2
- 11. 1 września 1971 Budapeszt,  Węgry -  Jugosławia 2:1
- 12. 27 października 1971 Belgrad,  Jugosławia -  Luksemburg 0:0
- 13. 13 maja 1972 Moskwa,  ZSRR –  Jugosławia 3:0
- 14. 22 czerwca 1972 Manaus,  Jugosławia -  Paragwaj 2:1
- 15. 29 czerwca 1972 Belo Horizonte,  Jugosławia -  Szkocja 2:2
- 16. 2 lipca 1972 São Paulo,  Brazylia -  Jugosławia 3:0
- 17. 9 lipca 1972 Rio de Janeiro,  Jugosławia -  Argentyna 4:2
- 18. 4 lutego 1973 Tunis,  Tunezja -  Jugosławia 0:5
- 19. 13 maja 1973 Warszawa,  Polska -  Jugosławia 2:2
- 20. 26 września 1973 Belgrad,  Jugosławia -  Węgry 1:1
- 21. 21 października 1973 Zagrzeb,  Jugosławia -  Hiszpania 0:0
- 22. 19 grudnia 1973 Ateny,  Grecja -  Jugosławia 2:4
- 23. 17 kwietnia 1974 Zenica,  Jugosławia -  ZSRR 0:1
- 24. 29 maja 1974 Székesfehérvár,  Węgry -  Jugosławia 3:2
- 25. 26 czerwca 1974 Düsseldorf,  RFN -  Jugosławia 2:0
- 26. 30 czerwca 1974 Frankfurt nad Menem,  Jugosławia -  Polska 1:2
- 27. 3 lipca 1974 Düsseldorf,  Jugosławia -  Szwecja 1:2
- 28. 28 września 1974 Zagrzeb,  Jugosławia -  Włochy 1:0
- 29. 30 października 1974 Belgrad,  Jugosławia -  Norwegia 3:1
- 30. 16 marca 1975 Belfast,  Irlandia Północna -  Jugosławia 1:0
- 31. 15 października 1975 Zagrzeb,  Jugosławia -  Szwecja 3:0
- 32. 19 listopada 1975 Belgrad,  Jugosławia -  Irlandia Północna 1:0
- 33. 18 lutego 1976 Tunis,  Tunezja -  Jugosławia 2:1
- 34. 17 kwietnia 1976 Banja Luka,  Jugosławia -  Węgry 0:0
- 35. 24 kwietnia 1976 Zagrzeb,  Jugosławia -  Walia 2:1
- 36. 22 maja 1976 Cardiff,  Walia -  Jugosławia 1:1
- 37. 17 czerwca 1976 Belgrad,  Jugosławia -  RFN 2:4 d.
- 38. 19 czerwca 1976 Zagrzeb,  Jugosławia -  Holandia 2:3 d.
- 39. 10 października 1976 Sewilla,  Hiszpania -  Jugosławia 1:0
- 40. 23 marca 1977 Belgrad,  Jugosławia -  ZSRR 2:4
- 41. 30 kwietnia 1977 Belgrad,  Jugosławia -  RFN 1:2
- 42. 8 maja 1977 Zagrzeb,  Jugosławia -  Rumunia 0:2
- 43. 29 listopada 1981 Ateny,  Grecja -  Jugosławia 1:2